# St. Paul, Alaska
St. Paul är en ort i Aleutians West Census Area i delstaten Alaska, USA. Den ligger på ön Saint Paul Island i ögruppen Pribiloföarna.